# Susie Marshall Sharp
Susie Marshall Sharp, née le 7 juillet 1907 et morte le 1er mars 1996 est une juriste américaine. En 1974, elle devient la première femme Chief Justice de la Cour suprême de Caroline du Nord. Elle n’est pas la première femme à accéder à cette fonction parmi toutes les cours suprêmes des États des États-Unis, mais la première à être élue directement par le peuple (ainsi, Lorna E. Lockwood devient en 1965 la première Chief Justice de l'Arizona, mais elle est élue par les autres juges de la Cour suprême).
En 1975, elle fait partie des personnalités de l'année selon Time Magazine parmi « Les Américaines ».

## Sources
- (en) Cet article est partiellement ou en totalité issu de l’article de Wikipédia en anglais intitulé « Susie Marshall Sharp » (voir la liste des auteurs).